# عمود فقري سليم

مناطق (تقوسات) العمود الفقري

يشير مصطلح العمود الفقري السليم أو الوضعية الصحيحة إلى «الانحناءات الثلاث الطبيعية التي توجد في العمود الفقري السليم». يجب أن تظهر جميع فقرات العمود الفقري، والتي يبلغ عددها 33 فقرة، بصورة رأسية تمامًا من المنظر الأمامي/الخلفي. ومن المنظر الجانبي، تكون المنطقة العنقية في العمود الفقري (C1-C7) محدبة للأمام والمنطقة الصدرية (T1-T12) محدبة للخلف، بينما تكون منطقة أسفل الظهر (L1-L5) محدبة للأمام. ويقع عظم العجز (S1-S5 الملتحمة) والعصعص (بالمتوسط 4 ملتحمة) بين عظام الحوض. ويشير تجويف الحوض إلى العظام الأمامية العليا لحرقفية العمود الفقري، ويقع الارتفاق العاني على نفس امتداد الخط العمودي.

## الوضعية والتقوسات الطبيعية
إن الكلمة وضعية مشتقة من الفعل اللاتيني ponere بمعنى «يضع أو في وضع». ويشير المفهوم العام لوضعية الإنسان إلى «تحرك الجسم بالكامل أو حالة الجسم بصورة عامة أو وضع الأطراف (الذراعين والساقين)».
ويعرف قاموس ويبستر الطبي العالمي الجديد الوضعية الطبيعية بأنها الوضعية التي يكون عليها الجسم "عندما تكون المفاصل غير منثنية والعمود الفقري معتدل وغير ملتوٍ. لقد أدت فكرة الوضعية الطبيعية للعمود الفقري إلى إثارة فكرة إمكانية تحقيق "الوضعية المثالية". ويشير مصطلح "الوضعية المثالية" إلى التوافق المناسب بين أعضاء الجسم والتي تتطلب أقل كمية من الطاقة للحفاظ على الوضع المرغوب فيه. ومن فوائد تحقيق الوضعية المثالية أن يتم تحميل أقل قدر من الضغط على أنسجة الجسم. وفي هذه الوضعية، يستطيع الشخص على النحو الأمثل وبشكل تام تحقيق التوازن والتناسب الكامل لكتلة الجسم والهيكل، ويعتمد ذلك على حدود جسم الشخص. وتساعد الوضعية السليمة في تحسين التنفس، كما تؤثر على دورة السوائل في الجسم.

## الوضعيات غير السليمة
في الطب والمهن التي تهتم باللياقة البدنية، يُشار إلى مفهوم الوضعية السليمة باسم "العمود الفقري السليم. وفي هذا السياق، فإن الوضعية السليمة أو "العمود الفقري السليم" هي الاستقامة المناسبة للجسم بين أوضاع الجسم المختلفة. ومن ثم، يمكن تعريف الانحرافات عن الاستقامة الطبيعية بأنها انحناء زائد أو نقص في الانحناء. ونادرًا ما يمكن أن تحدث الانحرافات في التقوس في مستوى واحد فقط، ولكن عادة ما يشار إليها بهذه الطريقة. في المنظر الأمامي/ الخلفي، يكون الانحراف العمودي ناتجًا عن الانحناءات الجانبية غير الطبيعية للعمود الفقري والتي تسمى انحراف العمود الفقري. وفي المنظر الجانبي، فإن الانحناء الشديد في المنطقة العنقية يعرف بتقعر العنق، بينما تعرف الانحناءات في منطقة التجويف الصدري باسم الحداب الصدري، وكذلك تعرف الانحناءات في المنطقة القَطنية بالتقعر الخلفي. هذا، في حين أن الوصف الدقيق للنقص في الانحناء يعرف باسم الظهر المسطح إذا وجد في منطقة الصدر وباسم الحداب القطني إذا وُجد في المنطقة القطنية. في تحليل الوضعية، تتم مقارنة العمود الفقري بخط عمودي للكشف عن التشوهات المذكورة أعلاه. من المنظر الأمامي/ الخلفي، يجب أن يسير هذا الخط رأسيًا بصورة عمودية إلى أسفل خط الوسط من الجسم بحيث يقسمه بشكل متناظر إلى نصفين نصف أيمن ونصف أيسر بما يدل على توزيع الوزن على الجانبين الأيسر والأيمن. ومن المنظر الجانبي، ينبغي أن يقسم الخط الرأسي الأذن والنتوء السنّي للفقرة العنقية وهيكل الفقرات العنقية ومركز الأربطة الحقاّنية العضدية وهيكل الفقرات القطنية ومركز الحقن الخلفي والرضفة الخلفية من خلال مشط القدمين. ويشير هذا الخط السهمي نظريًا إلى توزيع الوزن بين الجزء الأمامي والخلفي من الجسم.

## القياس الكمي للانحرافات
إن انحراف العمود الفقري هو انحناء معروف ويتم تقييمه في سن مبكرة. وعادة ما يتم قياسه كميًا باستخدام وحدة طريقة زاوية كوب المعيارية. وتتضمن هذه الطريقة قياس درجة التشوه عن طريق الزاوية بين فقرتين متتاليتين. ولقد حظت طريقة كوب بقبول واسع من جمعية بحوث انحراف للعمود الفقري (SRS) في عام 1966، وهي بمثابة طريقة قياسية لتقدير حجم تشوهات انحراف العمود الفقري. ولم يتم بعد تقدير الانحرافات الجانبية الظاهرة مثل قعس الفقرات العنقية والقطنية وحداب الفقرات الصدرية نتيجة للفروق الكبيرة الفردية في الانحناء الجانبي العادي. كذلك، كانت طريقة كوب من أولى التقنيات المستخدمة لقياس التشوه الجانبي. وهذه الطريقة لها حدود معينة حيث إنها طريقة قياس ثنائية الأبعاد، ومن ثم تم طرح تقنيات جديدة لقياس هذه الانحرافات. في الآونة الأخيرة، تمت محاولة استخدام تقنيات ثلاثية الأبعاد من خلال استخدام التصوير المقطعي (CT) والرنين المغناطيسي (MR). وتعد هذه التقنيات بمثابة تقنية واعدة ولكنها تفتقر إلى الموثوقية والصلاحية اللازمة لاستخدامها كمرجع للأغراض الإكلينيكية.
وقد أصبح تقييم الوضعية له شهرة كبيرة في بيئات عملية كثيرة مثل مؤسسات التدريب الشخصي وإعدادات الأوضاع الرياضية. وقد تم الوفاء بالحاجة إلى أساليب موثوقة لتقييم الوضعية كأداة فحص. ويوصى بالبرامج المتاحة حاليًا مثل تلك المتوافرة في المعهد الوطني لتحديد الوضعية (NPI) وبصمة الوضعية من أجل الإعداد العملي ولكن بتكلفة تقارب 1000 دولار، وربما لا تكون الوضعية واضحة لجميع الممارسين.
وتؤدي انحرافات العمود الفقري المزمنة إلى حدوث وضعيات غير مناسبة. وتتسبب زيادة الضغط على ظهرك في الانزعاج والضرر. فعندما يُترك العمود الفقري في وضعية غير سليمة لفترات طويلة من الزمن، فإنه يعمل على رفع الحجاب الحاجز، ويمنع الجسم من أخذ النفس بالكامل. وهذا من الممكن أن يؤدي إلى خفض الأوكسجين في جميع أنحاء الجسم. كما يمكن أن يضر بأداء الأعضاء الداخلية من خلال الضغط على البطن. فالأشخاص الذين يجلسون لساعات طويلة في العمل معرضون لعدد من الاختلالات.
لذا، يجب الحفاظ على وضعية «العمود الفقري السليم» بصورة مثالية أثناءالجلوس والوقوف والنوم.

## وصلات خارجية
- A Patient's Guide to Rehabilitation for Low Back Pain: Understanding the Neutral Spine Position. University of Maryland Medical Center Spine Program, June 19, 2008.
- Sitting straight 'bad for backs'. بي بي سي نيوز، 28 November 2006